# David Dickey
David Alan Dickey (né le 22 décembre 1945) est un statisticien américain spécialisé dans l'analyse des séries chronologiques. 

## Biographie
Il est professeur William Neal Reynolds au Département de statistique de l'Université d'État de la Caroline du Nord. Le Test de Dickey-Fuller porte son nom et celui de Wayne Fuller. David Dickey est répertorié comme chercheur ISI hautement cité par la base de données ISI Highly Cited du ISI Web of Knowledge. Il est membre élu (2000) de l'American Statistical Association.

## Publications
- Dickey et Fuller, « Distribution of the Estimators for Autoregressive Time Series with a Unit Root », Journal of the American Statistical Association, vol. 74, no 366,‎ 1979, p. 427–431 (DOI 10.2307/2286348, JSTOR 2286348)